# Не грози Южному централу, попивая сок у себя в квартале
«Не грози Южному централу, попивая сок у себя в квартале» (англ. Don't Be a Menace to South Central While Drinking Your Juice in the Hood) — американский кинофильм 1996 года, носящий сатирический и пародийный характер. Пародийность направлена на фильмы «Ребята по соседству» (1991), «Авторитет» (1992), «Против течения» (1992) и «Угроза для общества» (1993). Со временем, несмотря на средние отзывы кинокритиков, фильм стал культовым.
Слоган: «Каждый десятый среднестатистический чернокожий мужчина обязан хотя бы раз посмотреть фильм о жизни в негритянском квартале. Каждый пятый из них будет застрелен в кинотеатре во время просмотра, а каждая третья чернокожая женщина изнасилована».

## Сюжет
В основе фильма — жизнь молодых афроамериканцев в гетто. В пародийной форме обыгрываются темы расизма, смертности, преступности, размножения, проживания на пособие, секса и наркотиков в американских «чёрных» кварталах.
Молодой чёрный парень Эш-Трей (предположительно сокращение от Эшли Трэвис), или просто Пепельница, переезжает в Южный Централ, Лос-Анджелес к своему отцу. Пепельница гордится тем, что они с отцом выглядят ровесниками, это, по его мнению, «очень круто». А ещё он старше своего папы на два года. Гордится он и своей бабушкой, которая в свои-то преклонные годы покуривает травку и не стесняется крепких словечек.
Вскоре Пепельница встречается со своим кузеном по прозвищу Лок Дог. Этот парень — гангстер, в его личном арсенале не только пистолеты и автомат, но и ядерная боеголовка советского производства — «для самозащиты». Пепельница должен выбрать свой дальнейший путь в жизни: он может быть «просто хорошим чернокожим» или стать «опасным нигером», примкнув к банде своего кузена.
Фильм не имеет целостной сюжетной линии и представляет собой набор миниатюр, объединённых одной темой с одними героями.

## Главные роли и исполнители
- Пепельница (англ. Ashtray) — Шон Уэйанс — главный герой фильма. Был послан своей матерью жить в чёрный квартал, где живёт его отец, чтобы он под присмотром родителя стал мужчиной.
- Лок Дог (англ. Loc Dog) — Марлон Уэйанс — кузен Пепельницы. Классический гангста, любящий оружие, дешёвое пиво и девушек. Ездит на угнанном американском почтовом фургоне, где хранит советскую ядерную боеголовку.
- Дашики (англ. Dashiki) — Трэйси Черелл Джонс — объект привязанности Пепельницы. Очень сексуально распущенна — практически все мужчины квартала имели связь с ней. Мать семерых детей от семи разных мужей. Живёт по адресу: Авеню Проникновения (Penetration), 6969.
- Проповедник (англ. Preach) — Крис Спенсер[англ.] — друг Пепельницы. Бывший член банды. Стал «политически сознательным» активистом, который представляется либо урождённым христианином, либо настоящим мусульманином. Фетишист. Любитель белых женщин.
- Чокнутая Нога (англ. Crazy Legs) — Сули МакКалло[англ.] — друг Пепельницы. Инвалид, передвигается на коляске, но мечтает стать танцором балета.
- Зубочистка (англ. Toothpick) — Даррел Хит — бывший жених Дашики. Только что вышел из тюрьмы, и ведёт себя так, как будто он ещё в заключении. Поклялся убить Пепельницу за то, что тот встречается с его бывшей.
- Бабуля (англ. Grandma) — Хелен Мартин — бабушка Пепельницы и Лок Дога. Курящая марихуану и матерящаяся старушка. Любит ходить в церковь, где танцует брэйк-данс. Ездит на машине с номером OG — «Old Gangsta» (рус. Старая Бандитка).
- Чёрная Тряпка (англ. Doo Rag) — Айзиа Барнс — старший из детей Дашики. Носит пистолет и достаёт его при любом удобном случае.
- Отец Пепельницы (англ. Ashtray’s Father) — Ламард Дж. Тейт — младше своего сына, как ни парадоксально, на два года. Темпераментный чернокожий, дающий «мудрые советы» своему сыну.
- Малик (англ. Malik) — Омар Эппс — друг Пепельницы и Лок Дога. Единственный чёрный, кому удалось выбраться из квартала и поступить в колледж. Был убит на пороге колледжа белым фанатиком.
- Ненавидящий офицер (англ. Officer Self Hatred) — Берни Мак — полицейский, преследующий Пепельницу и Лок Дога. Ненавидит всех чёрных, всё чёрное и себя, потому что тоже чёрный.
- Старая Школа (англ. Old School) — Антонио Фаргас — «самый опасный бандюган на квартале», который, однако, не может ослушаться свою мать.
- Почтальон (англ. The Mailman) — Кинен Айвори Уэйанс — продюсер фильма в роли себя (камео). Периодически появляется в кадре с репликой «Message!» (послание, идея) после разговора героев о морали.
- Сестра Уильямс (англ. Sister Williams) — Вивиан Смоллвуд.

## Критика
На сайте Rotten Tomatoes фильм имеет 32% «свежести» на основе 28 рецензий кинокритиков. На Metacritic фильм имеет 53 балла из 100 возможных, на основе 16 рецензий.